# 澤田政廣
澤田 政廣（さわだ せいこう、1894年〈明治27年〉8月22日- 1988年〈昭和63年〉5月1日）は、日本の彫刻家。静岡県熱海市生まれ。本名は寅吉。日本彫塑会名誉会長。

## 経歴
1894年（明治27年）に小兵衛、とくの三男として静岡県熱海町（現在の熱海市）に生まれる。本名は澤田寅吉であり、幼年期の実家は「亀屋」という屋号で廻船業、少年期の家業は製材業を営んでいた。
1913年（大正2年）、旧制静岡県立韮山中学校（現在の静岡県立韮山高等学校）を中退後、澤田の遠縁であり高村光雲の高弟でもある山本瑞雲を頼って上京し内弟子となる。1918年（大正7年）東京美術学校彫刻科別科卒業。
1931年（昭和6年）帝展審査員。1941年（昭和16年）三木宗策と正統木彫会を結成。1947年（昭和22年）日展審査員、1950年（昭和25年）日展運営会参事、1958年（昭和33年）日展評議員、1962年（昭和37年）日本芸術院会員、日展理事、1965年（昭和40年）日展常務理事、日本彫塑会会長、1970年（昭和45年）同理事長、1971年（昭和46年）日展顧問、日本彫塑会名誉会長。
代表作は、『吉祥天』『大聖不動明王』など。仏像彫刻を行う。静岡県熱海市にある澤田政廣記念美術館のエントランス・ホールには、1988年（昭和63年）に作成したステンド・グラス「飛天」が天井を飾っている。同年5月1日に、急性肺炎にて死去する。従三位に叙され、勲一等瑞宝章が追賜された。

## 受賞・栄典
- 1951年 芸術選奨文部大臣賞
- 1953年 日本芸術院賞
- 1973年 文化功労者
- 1974年 熱海市名誉市民
- 1979年 文化勲章
- 1988年 従三位・勲一等瑞宝章

## 著書・作品集
- 沢田政広作品集 明治書房 1961
- みほとけを刻んで 明治書房 1969
- 沢田政広 時の美術社 1984 (現代美術家シリーズ)